# La mansión de los muertos vivientes
Pour plus de détails, voir Fiche technique et Distribution.
La mansión de los muertos vivientes (Littéralement : Le manoir des morts-vivants) est un film espagnol réalisé par Jesús Franco sorti en 1985.

## Synopsis
Un groupe de jeunes gens se rend dans la villa d'un riche industriel, pensant y passer un week-end agréable. Mais un professeur passionné d'archéologie séjournant dans la demeure fait réapparaître des zombies qui ne vont pas tarder à semer la terreur parmi les convives.

## Fiche technique
- Titre original : La mansión de los muertos vivientes
- Titre international : Mansion of the Living Dead
- Réalisation : Jesús Franco
- Scénario : Jesús Franco
- Société de production : Golden Films Internacional
- Société de distribution :
- Pays d'origine :  Espagne
- Langue d'origine : Espagnol
- Lieu de tournage : Grande Canarie, îles Canaries, Espagne
- Genre : Film d'horreur
- Durée : 97 minutes
- Dates de sortie :
  -  Espagne : 18 novembre 1985
  -  Allemagne : 3 décembre 2004 (sortie DVD)
  -  Autriche : 17 mars 2006 (sortie DVD)
- Film interdit aux moins de 12 ans

## Distribution
- Lina Romay : Candy (créditée comme Candy Coster)
- Antonio Mayans : Carlo Savonarola (crédité comme Robert Foster)
- Mabel Escaño : Mabel
- Albino Graziani : Marleno
- Mari Carmen Nieto : Léa (créditée comme Mamie Kaplan)
- Elisa Vela : Caty (créditée comme Jasmina Bell)
- Eva León : Olivia

## Autour du film
Il s'agit d'un opus rare de la saga cycle des Templiers